# Les Aventures du prince Ahmed
Pour plus de détails, voir Fiche technique et Distribution.
Les Aventures du prince Ahmed (Die Abenteuer des Prinzen Achmed) est un film d'animation allemand réalisé par Lotte Reiniger, sorti en 1926. Réalisé en papier découpé, ce film de 65 minutes est le plus ancien long-métrage d'animation conservé.

## Synopsis
Un mage africain crée un cheval volant, et le propose à un calife, qui lui achète contre ce qu'il voudra parmi ses trésors. Le mage choisit la fille du calife, la princesse Dinarsade, mais Ahmed, le frère de la princesse, refuse que le mage emmène sa sœur de force. Le mage montre ensuite à Ahmed, comment faire monter le cheval. Le prince l'essaie et s'envole aussitôt, mais le mage ne lui a pas montré comment faire descendre le cheval.
Le prince Ahmed est emporté dans le pays lointain des Esprits de Wak-Wak, où il rencontre la belle Pari-Banou, dont il tombe amoureux et qu'il emmène. Ils poursuivent leur périple vers la Chine, mais là le mage les retrouve et enlève Pari-Banou pour la vendre à l'empereur de Chine. Ahmed fait la connaissance d'une sorcière, ennemie du mage.

## Fiche technique
- Titre original : Die Abenteuer des Prinzen Achmed
- Titre français : Les Aventures du prince Ahmed
- Réalisation : Lotte Reiniger et Carl Koch (non crédité)
- Scénario : Lotte Reiniger
- Musique : Wolfgang Zeller
- Animation : Lotte Reiniger, Walter Ruttmann, Berthold Bartosch et Carl Koch (non crédité)
- Production : Lotte Reiniger
- Pays de production : Allemagne  République de Weimar
- Langue originale des intertitres : allemand
- Format : noir et blanc (teinté en couleur) - muet
- Durée : 65 minutes (24 images par seconde)
- Dates de sortie :
  - France : 2 juillet 1926 (Paris)
  - Allemagne  République de Weimar : 3 septembre 1926 (Berlin)
  - États-Unis : 26 février 1931 (New York)

## Techniques employées

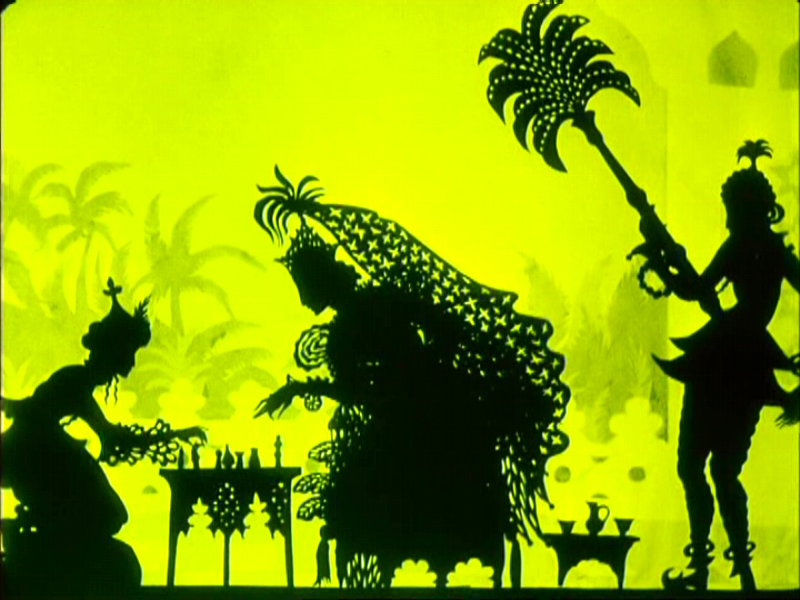
Image du film.

Lotte Reiniger signe avec Les Aventures du prince Ahmed l'un des tout premiers longs métrages d’animation de l’histoire du cinéma. Ce film, entièrement conçu de silhouettes de papier découpées, est un véritable chef-d’œuvre d’enchantement. Les Aventures du prince Ahmed sont inspirées des contes des Mille et une nuits, en particulier Le Cheval volant, Aladin et la lampe merveilleuse et Histoire du prince Ahmed, et de la fée Pari-Banou. Elles transportent dans un univers magique peuplé de princesses en fuites, d’amours contrariées, de luttes entre les forces du bien et du mal. Une des scènes les plus remarquables est d’ailleurs la bataille entre la bonne sorcière et le terrible magicien.
Œuvre d’une grande précision technique, le film comporte entre 250 000 et 300 000 images ; à 24 images par seconde, soit 65 minutes de film. Trois années furent nécessaires, de 1923 à 1926, à Lotte Reiniger pour réaliser un pareil exploit de finesse et de souplesse dans le mouvement. Elle prépare pour cela 96 000 cadres. À Reiniger s’ajoutaient Carl Koch à la prise de vue, Berthold Bartosch aux effets spéciaux et Walter Ruttmann pour les arrière-fonds qui étaient manipulés séparément des personnages.
«Nous utilisions deux négatifs et personne ne peut imaginer la tension dans laquelle nous attendions le résultat du développement.»
Le film est en noir et blanc, mais il a été teint en trempant le positif dans un bain de couleur. Cette technique de coloration, comme tous les moyens cinématographiques de cette époque, était assez élémentaire.
« Voici une table avec une ouverture au centre qui est couverte par une vitre. Je prends un papier transparent sur lequel sont déposées les poupées qui doivent être très à plat. La caméra filme verticalement. Préalablement nous faisons des essais d’éclairage. Cela est très simple. Les moyens étaient assez rudimentaires et plutôt imaginatifs. »

## Projections et restauration
Une première représentation, le 2 mai 1926 à la Volksbühne de Berlin, devant 2 000 invités, remporte un grand succès et un bon accueil de la presse, permettant au film de trouver un Français pour avancer des fonds. Début juillet 1926, à Paris, une première a lieu à la Comédie des Champs-Elysées de Louis Jouvet. Jean Renoir participe à son organisation, car une longue amitié le lie à Koch et Reiniger.
Ce succès en France permet de trouver en Allemagne un autre bailleur de fonds, et le 3 septembre 1926 la première projection officielle du film a lieu à Berlin, au cinéma Gloria-Palast (de).
Les négatifs et positifs ont été détruits pendant les bombardements de Berlin. Une copie a été retrouvée par le British Film Institute en 1954.
Une restauration menée en 1999 permet de ressortir le film, en recolorant les fonds d'écran, et en le sonorisant avec la musique originelle composée par Wolfgang Zeller, et avec une narratrice en voix off, en français l'actrice Hanna Schygulla. Le film ressort en France le 5 décembre 2007. En 2008, la version restaurée est commercialisée en DVD par les éditions Carlotta, accompagnée de 5 courts métrages.

## Postérité
Un personnage nommé Prince Achmed fait également une courte apparition dans Aladdin de Walt Disney, probablement en allusion au film.